# محوطه قلعه کهنه چشمه چنار
محوطه قلعه کهنه چشمه چنار مربوط به دوران‌های تاریخی پس از اسلام است و در شهرستان مشهد، روستای بازه حوض واقع شده و این اثر در تاریخ ۱۰ خرداد ۱۳۸۲ با شمارهٔ ثبت ۸۷۳۱ به‌عنوان یکی از آثار ملی ایران به ثبت رسیده است.